# Pomorska arhitektura
Pomorska arhitektura, ili pomorsko inženjerstvo je inženjerska disciplina koja obuhvata elemente mehaničkog, električnog, elektronskog, softverskog i bezbednosnog inženjerstva primenjeno na proces inženjerskog dizajniranja, brodogradnju, održavanje i rad morskih brodova i struktura. Pomorska arhitektura uključuje osnovna i primenjena istraživanja, projektovanje, razvoj, procenu (klasifikaciju) dizajna i proračune tokom svih faza života pomorskog vozila. Idejni projekat plovila, njegov detaljni dizajn, konstrukcija, ispitivanja, rukovanje i održavanje, porinuće i suvo pristajanje glavne su aktivnosti. Proračuni brodskog dizajna takođe su potrebni za brodove koji se modifikuju (putem konverzije, obnove, modernizacije ili popravke). Pomorska arhitektura takođe uključuje formulisanje sigurnosnih propisa i pravila za kontrolu oštećenja, kao i odobravanje i sertifikaciju brodskih projekata kako bi se ispunili zakonski i drugi zahtevi.

## Glavni predmeti
Reč „plovilo” uključuje svaki opis plovnih objekata, uključujući neizmestiva plovila, ekranoplanove i hidroavione, koji se koriste ili mogu da se koriste kao prevozno sredstvo na vodi. Glavni elementi pomorske arhitekture su:

### Hidrostatika
Displacement (ship)
Hidrostatika se odnosi na uslove kojima je brod izložen dok miruje u vodi i na njegovu sposobnost da ostane na površini. To uključuje proračun uzgona, desplasmana i druga hidrostatska svojstva kao što su obloga (mera uzdužnog nagiba plovila) i stabilnost (sposobnost plovila da se vrati u uspravan položaj nakon nagiba dejsstvom vetra, mora ili pri opterećivanju).

### Hidrodinamika
Hidrodinamika se odnosi na protok vode oko trupa broda, pramca i krme, i preko tela poput lopatica propelera ili kormila ili kroz potisne tunele. Otpor - otpor prema kretanju u vodi prvenstveno uzrokovan protokom vode oko trupa. Na osnovu ovoga vrši se proračun napajanja. Pogon - za pomicanje plovila kroz vodu pomoću propelera, potisnika, vodenih mlaznica, jedra itd. Tipovi motora su uglavnom oni sa unutrašnjim sagorevanjem. Neka plovila imaju električni pogon, napajan nuklearnom ili sunčevom energijom. Kretanje broda - uključuju pokrete plovila na morskom putu i njegove reakcije na talase i vetar. Upravljivost (manevrisanje) - uključuje kontrolu i održavanje položaja i smera plovila.

### Flotacija i stabilnost
Dok na površini tečnosti plutajuće telo ima 6 stepeni slobode u svom kretanju, oni su kategorisani u bilo rotaciju ili translaciju.
- Translacija unapred i unatrag naziva se napredak.
- Poprečni translacija naziva se njihanje.
- Vertikalni translacija se naziva uzdizanje.
- Rotacija oko poprečne ose naziva se trim ili pič.
- Rotacija oko prednje i zadnje osi naziva se peta ili ljuljanje.
- Rotacija oko vertikalne ose naziva se nagib.

Uzdužna stabilnost za uzdužne nagibe, stabilnost zavisi od udaljenosti između težišta i uzdužnog metacentra. Drugim rečima, osnove na kojoj brod održava svoje težište je njegova udaljenost postavljena podjednako odvojeno i od krmenog i od prednjeg dela broda.
Dok telo pluta po površini tečnosti, ono i dalje nailazi na silu gravitacije koja ga pritiska. Da bi se održalo na površini i izbeglo potapanje, deluje suprotstavljena sila na telo poznata kao hidrostatički pritisci. Sile koje deluju na telo moraju biti iste veličine i istog pravca kretanja kako bi telo održalo ravnotežu. Ovaj opis ravnoteže prisutan je samo kada je slobodno plutajuće telo na mirnoj vodi, dok kada su prisutni drugi uslovi čija se veličina drastično pomera stvara se lelujavo kretanje tela.
Sila uzgona jednaka je težini tela, drugim rečima, masa tela jednaka je masi vode koju telo izmešta. Ovo dodaje silu nagore prema telu za veličinu površine pomnoženu razmeštenom površinom da bi se stvorila ravnoteža između površine tela i površine vode.
Stabilnost broda u većini uslova je u stanju da prevaziđe bilo koji oblik ili ograničenje ili otpor na koji se nailazi u uzburkanom moru; međutim, brodovi imaju nepoželjne karakteristike ljuljanja kada je balans oscilacija pri ljuljanju dvostruko veći od oscilacija pri uzdizanju, što dovodi do prevrtanja broda.

## Literatura
- Ferreiro, Larrie D. (2007). Ships and Science: The Birth of Naval Architecture in the Scientific Revolution, 1600–1800. MIT Press. ISBN 978-0-262-06259-6.
- Paasch, H. Dictionary of Naval Terms, from Keel to Truck. London: G. Philip & Son, 1908.
- Tripathi, Rama Shankar (1967). History of Ancient India. Motilal Banarsidass. стр. 145. ISBN 81-208-0018-4.
- Hourani, George Fadlo; Carswel, John (1995). Arab Seafaring: In the Indian Ocean in Ancient and Early Medieval Times. Princeton University Press. стр. 90. ISBN 0-691-00032-8.
- Robert E. Krebs, Carolyn A. Krebs (2003). Groundbreaking Scientific Experiments, Inventions, and Discoveries of the Ancient World. Greenwood PressScience. ISBN 978-0-313-31342-4.
- L. Pham, Charlotte Minh-Hà (2012). Asian Shipbuilding Technology. Bangkok: UNESCO Bangkok Asia and Pacific Regional Bureau for Education. стр. 20. ISBN 978-92-9223-413-3.
- Maguin, Pierre-Yves (септембар 1980). „The Southeast Asian Ship: An Historical Approach”. Journal of Southeast Asian Studies. 11 (2): 266—276. JSTOR 20070359. doi:10.1017/S002246340000446X.
- Robert, Dick-Read (2005). The Phantom Voyagers: Evidence of Indonesian Settlement in Africa in Ancient Times. Thurlton.
- Christie, Anthony (1957). „An Obscure Passage from the "Periplus: ΚΟΛΑΝΔΙΟϕΩΝΤΑ ΤΑ ΜΕΓΙΣΤΑ"”. Bulletin of the School of Oriental and African Studies, University of London. 19: 345—353  — преко JSTOR.
- Reid, Anthony (2012). Anthony Reid and the Study of the Southeast Asian Past. Institute of Southeast Asian Studies. ISBN 978-9814311960.
- Manguin, Pierre-Yves. 2012. “Asian ship-building traditions in the Indian Ocean at the dawn of European expansion”, in: Om Prakash and D. P. Chattopadhyaya (eds), History of science, philosophy, and culture in Indian Civilization, Volume III, part 7: The trading world of the Indian Ocean, 1500-1800, pp. 597–629. Delhi, Chennai, Chandigarh: Pearson.
- Rafiek, M. (децембар 2011). „Ships and Boats in the Story of King Banjar: Semantic Studies”. Borneo Research Journal. 5: 187—200.
- Pham, Charlotte Minh-Hà L. (2012). „Unit 14: Asian Shipbuilding (Training Manual for the UNESCO Foundation Course on the protection and management of the Underwater Cultural Heritage)”. Training Manual for the UNESCO Foundation Course on the Protection and Management of Underwater Cultural Heritage in Asia and the Pacificc. UNESCO. ISBN 978-92-9223-414-0.
- Zumerchik, John; Danver, Steven Laurence (2010). Seas and Waterways of the World: An Encyclopedia of History, Uses, and Issues. ABC-CLIO. ISBN 978-1-85109-711-1.
- Haywood, John (1991). Dark Age Naval Power: Frankish & Anglo-Saxon Seafaring Activity. Routledge. стр. 18. ISBN 978-0415063746. „NB second edition 2006: 978-1898281436”
- Clunas, Craig; Sally K. Church.  Harrison Hall, Jessica, ур. Ming China: Courts and Contacts 1400-1450. The British Museum, Great Russel Street, London WCIB 3DG. стр. Chapter 22.
- Levathes, Louise (2014-12-02). When China Ruled the Seas: The Treasure Fleet of the Dragon Throne, 1405–1433 (на језику: енглески). Open Road Media. ISBN 9781504007368.
- Finlay, Robert (1995). „The Treasure-Ships of Zheng He: Chinese Maritime Imperialism in the Age of Discovery”.  Ур.: Fernández-Armesto, Felipe. The Global Opportunity. 1. Aldershot: Ashgate Variorum.
- Chen, Zhongping (2017). Zou xiang duo yuan wen hua de quan qiu shi: Zheng He xia xi yang (1405-1433) Ji zhong guo yu yin du yang shi jie de guan xi 走向多元文化的全球史：鄭和下西洋（1405-1433）及中國與印度洋世界的關系 [Toward a multicultural global history: Zheng He's voyages to the Western seas (1405-1433) and the relationship between China and the Indian Ocean region] (на језику: кинески) (First изд.). Beijing: SDX Joint Company.
- Robert Smith (1970). „The Canoe in West African History”. The Journal of African History. 11 (4): 515—533. JSTOR 180919. doi:10.1017/S0021853700010434.
- Robert Smith (1970). „The Canoe in West African History”. The Journal of African History. 11 (4): 515—533. JSTOR 180919. doi:10.1017/S0021853700010434.
- Tipping, Colin (новембар 1998). „Technical Change and the Ship Draughtsman”. The Mariner's Mirror. 84 (4): 458 foll. doi:10.1080/00253359.1998.10656717.
- Mccarthy, Michael (2005). Ships' Fastenings: From Sewn Boat to Steamship. College Station: Texas A&M University Press. ISBN 978-1-60344-621-1.
- Indrajit Ray (2011). Bengal Industries and the British Industrial Revolution (1757-1857). Routledge. стр. 178, 186—188. ISBN 978-1-136-82552-1.
- Kelly, Morgan; ó Gráda, Cormac (2017). „Speed under Sail, 1750–1830”. Working Papers 201710. School of Economics, University College Dublin.
- Sawyer, L.A. and Mitchell, W. H. The Liberty Ships: The History of the "Emergency" Type Cargo Ships Constructed in the United States During the Second World War, pp. 7–10, 2nd Edition, Lloyd's of London Press Ltd., London, England, (1985)  1-85044-049-2.
- Jaffee, Capt. Walter W. The Lane Victory: The Last Victory Ship in War and Peace, pp. 4–9, 15–32, 2nd Edition, Glencannon Press, Palo Alto, California, (1997)  0-9637586-9-1.
- Herman, Arthur. Freedom's Forge: How American Business Produced Victory in World War II, pp. 135–6, 178–80, Random House, New York, NY, (2012)  978-1-4000-6964-4
- „CAD-Computer Aided Design”. The Loftsman. Архивирано из оригинала 2. 8. 2016. г. Приступљено 19. 7. 2016.
- „Marine Investigation Report – Hull Fracture Bulk Carrier Lake Carling”. Transportation Safety Board of Canada. 19. 3. 2002. Архивирано из оригинала 15. 10. 2012. г. Приступљено 8. 10. 2009.